# Dodge Omni
Dodge Omni och systermodellen Plymouth Horizon är en personbil, tillverkad av den amerikanska biltillverkaren Chrysler Corporation mellan 1978 och 1990.

## Dodge Omni / Plymouth Horizon
Chrysler Corporation drabbades hårt av oljekrisen 1973, bland annat därför att de, till skillnad från konkurrenterna, inte kunde erbjuda kunderna några småbilar, som Chevrolet Vega eller Ford Pinto. Därför beslutade man att den nya bil som Chrysler Europe arbetade med, även skulle tillverkas i USA. Men de amerikanska bilarna var långt ifrån identiska med sina europeiska motsvarigheter. Bland annat gick de gamla Simca-motorerna inte att anpassa till amerikanska avgasreningskrav, så Chrysler fick köpa modernare motorer från Volkswagen. Den europeiska bilens Simca 1100-baserade framvagn med torsionsstavar byttes ut mot en ny konstruktion med MacPherson-fjädring.
Bilen, som såldes under både Dodge- och Plymouth-namnen, presenterades i början av 1978 och var de första amerikanska bilarna som byggts enligt Hundkojekonceptet, med framhjulsdrift och tvärställd motor. Från 1982 kunde man välja Chryslers egen motor, från de nya K-bilarna. I samband med att Peugeot köpte Chrysler Europe, tecknades ett avtal att Peugeot skulle leverera motorer till Omni/Horizon och dessa ersatte VW-motorerna från 1983. Mellan 1985 och 1986 tillverkades Omni GLH, med turbomotor. GLH kan uttydas Goes Like Hell. De sista bilarna fick än starkare motor och kallas GLHS, eller Goes Like Hell Some more.Från 1987 rationaliserades modellprogrammet och bilarna fanns nu bara med ett enda motoralternativ. Modellen började bli gammal och för att hålla uppe försäljningen krävdes ett lågt pris. De sista bilarna tillverkades 1990.

## Dodge Omni 024 / Plymouth Horizon TC3
Från 1979 tillverkades coupé-versionerna Omni 024 och Horizon TC3. Tekniskt var de identiska med femdörrarsmodellerna. Till 1983 genomgick de sportigare bilarna en ansiktslyftning och bytte namn till Dodge Charger och Plymouth Turismo. Dodgen kunde beställas med turbomotor och de starkaste versionerna fick bära Carroll Shelbys efternamn. Coupémodellerna lades ned 1987.

## Dodge Rampage / Plymouth Scamp
Mellan 1982 och 1984 byggdes en pickup-version, kallad Dodge Rampage och Plymouth Scamp. De lätta lastbilarna delade främre delen av karossen med de sportigare coupé-versionerna.
Motorer:
| Modell  | Årsmodell | Motor               | Cylindervolym | Effekt   | Bränslesystem             |
| ------- | --------- | ------------------- | ------------- | -------- | ------------------------- |
| 1.7     | 1978-83   | 4-cyl radmotor SOHC | 1716 cm³      | 70 hk    | Enkel förgasare           |
| 2.2     | 1981-90   | 4-cyl radmotor SOHC | 2212 cm³      | 84-96 hk | Enkel förgasare           |
| Charger | 1982-87   | 4-cyl radmotor SOHC | 2212 cm³      | 110 hk   | Enkel förgasare           |
| 1.6     | 1983-86   | 4-cyl radmotor SOHC | 1594 cm³      | 64 hk    | Enkel förgasare           |
| GLH     | 1985-86   | 4-cyl radmotor SOHC | 2212 cm³      | 146 hk   | Bränsleinsprutning, turbo |
| Shelby  | 1986-87   | 4-cyl radmotor SOHC | 2212 cm³      | 175 hk   | Bränsleinsprutning, turbo |

## Bilder

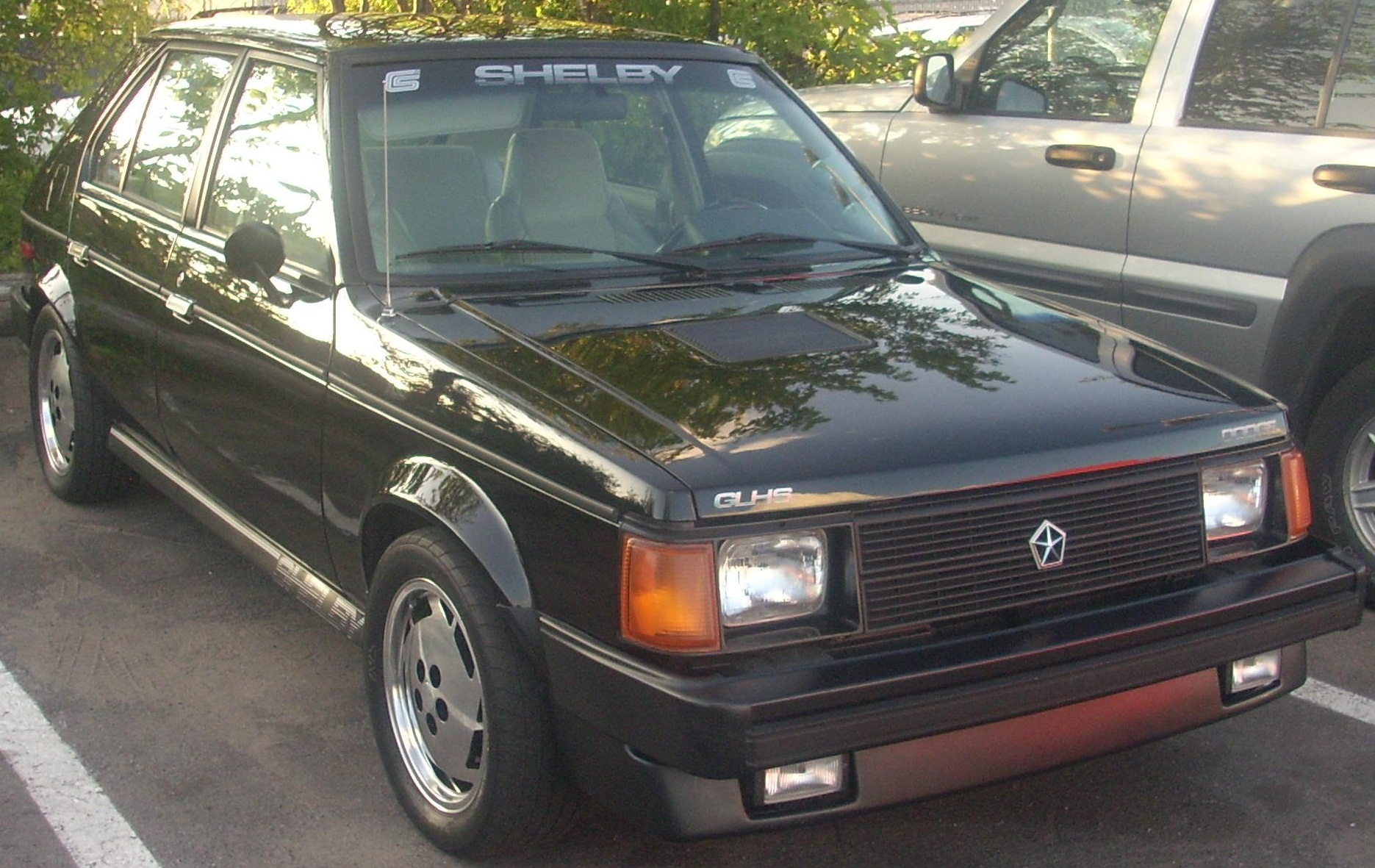
Dodge Omni GLHS Shelby
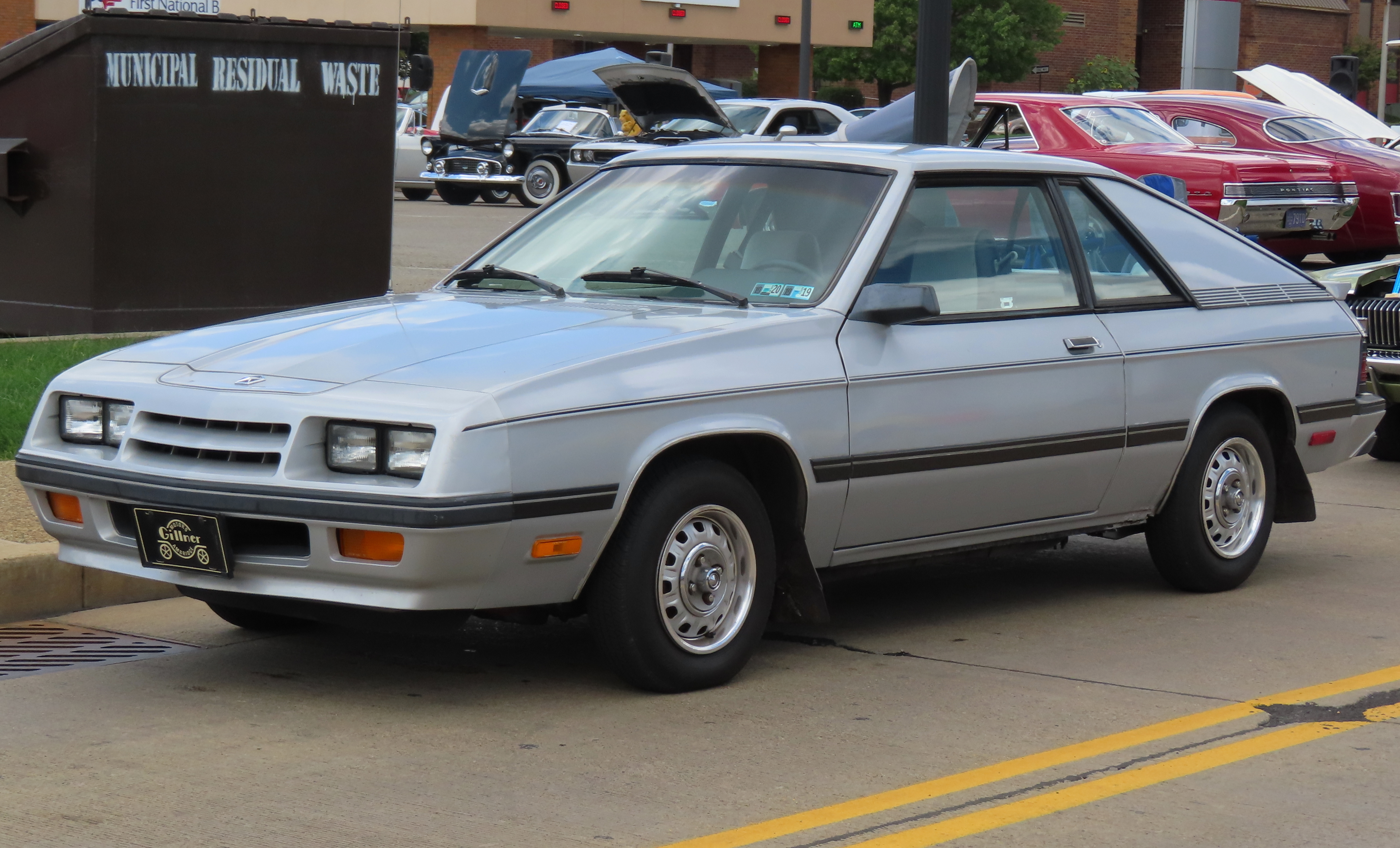
Dodge Charger
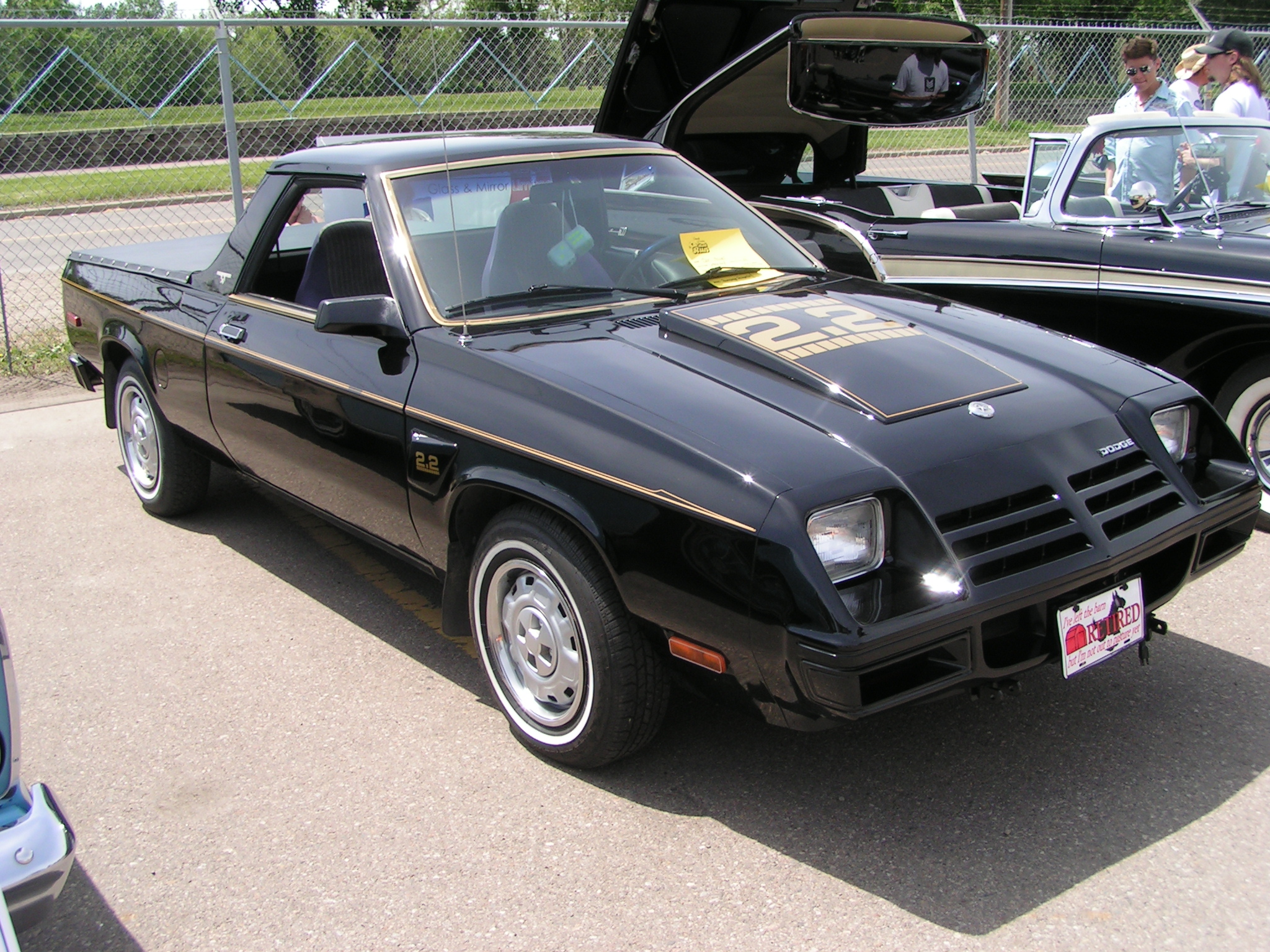
Dodge Rampage